# Campionati norvegesi di sci alpino 2025
I Campionati norvegesi di sci alpino 2025 si sono svolti a Oppdal dal 2 al 6 aprile; sono stati assegnati i titoli di discesa libera, supergigante, slalom gigante e slalom speciale, sia maschili sia femminili. 
Trattandosi di competizioni valide anche ai fini del punteggio FIS, vi hanno potuto partecipare anche sciatori di altre federazioni, senza che questo consentisse loro di concorrere al titolo nazionale norvegese. 

## Risultati

### Uomini

#### Discesa libera
| Pos. | Atleta                     | Nazione  | Tempo   |
| ---- | -------------------------- | -------- | ------- |
| 1    | Adrian Smiseth Sejersted   | Norvegia | 1:07,10 |
| 2    | Sebastian Espen Bengston   | Norvegia | 1:07,19 |
| 3    | Tollef Haugen              | Norvegia | 1:07,23 |
| 4    | Fredrik Møller             | Norvegia | 1:07,47 |
| 5    | Simen Sellæg               | Norvegia | 1:07,59 |
| 6    | Rasmus Windingstad         | Norvegia | 1:07,87 |
| 7    | Hjalmar Christoffer Öström | Norvegia | 1:08,18 |
| 8    | Vetle Fjellstad Fosse      | Norvegia | 1:08,23 |
| 9    | Magnus Brevik              | Norvegia | 1:08,42 |
| 10   | Fabian Spone               | Norvegia | 1:08,47 |

Data: 2 aprile

#### Supergigante
| Pos. | Atleta                     | Nazione  | Tempo   |
| ---- | -------------------------- | -------- | ------- |
| 1    | Fredrik Møller             | Norvegia | 1:12,51 |
| 2    | Adrian Smiseth Sejersted   | Norvegia | 1:13,06 |
| 3    | Tollef Haugen              | Norvegia | 1:13,42 |
| 4    | Simen Sellæg               | Norvegia | 1:13,54 |
| 5    | Magnus Brevik              | Norvegia | 1:13,78 |
| 6    | Hjalmar Christoffer Öström | Norvegia | 1:13,85 |
| 7    | Rasmus Windingstad         | Norvegia | 1:13,89 |
| 8    | Sebastian Espen Bengston   | Norvegia | 1:14,03 |
| 9    | Victor Rygh Kjelsli        | Norvegia | 1:14,09 |
| 10   | Vetle Fjellstad Fosse      | Norvegia | 1:14,13 |

Data: 4 aprile

#### Slalom gigante
| Pos. | Atleta                   | Nazione   | Tempo   |
| ---- | ------------------------ | --------- | ------- |
| 1    | Theodor Brækken          | Norvegia  | 2:12,78 |
| 2    | Eirik Hystad Solberg     | Norvegia  | 2:12,80 |
| 3    | Eduard Hallberg          | Finlandia | 2:12,98 |
| 4    | Eirik Schau Giskås       | Norvegia  | 2:14,05 |
| 5    | Henrik Kristoffersen     | Norvegia  | 2:14,17 |
| 6    | Noah Sjøvik Røsjorde     | Norvegia  | 2:17,45 |
| 7    | Andreas Sønsterud Amdahl | Norvegia  | 2:14,42 |
| 8    | Simen Sellæg             | Norvegia  | 2:14,59 |
| 9    | Mathias Høiby            | Norvegia  | 2:14,70 |
| 10   | Aleksander Berg Torpe    | Norvegia  | 2:14,90 |

Data: 5 aprile

#### Slalom speciale
| Pos. | Atleta                  | Nazione  | Tempo   |
| ---- | ----------------------- | -------- | ------- |
| 1    | Hans Grahl-Madsen       | Norvegia | 1:50,63 |
| 1    | Timon Haugan            | Norvegia | 1:50,63 |
| 3    | Theodor Brækken         | Norvegia | 1:51,17 |
| 3    | Henrik Kristoffersen    | Norvegia | 1:51,17 |
| 5    | Atle Lie McGrath        | Norvegia | 1:51,29 |
| 6    | Eirik Schau Giskås      | Norvegia | 1:52,38 |
| 7    | Elias Hartford Kvæl     | Norvegia | 1:52,55 |
| 8    | Mathias Skaaland Larsen | Norvegia | 1:52,69 |
| 9    | Marius Kristoffersen    | Norvegia | 1:52,88 |
| 10   | Storm Andre Hagen       | Norvegia | 1:54,25 |

Data: 6 aprile

### Donne

#### Discesa libera
| Pos. | Atleta                       | Nazione  | Tempo   |
| ---- | ---------------------------- | -------- | ------- |
| 1    | Inni Holm Wembstad           | Norvegia | 1:09,52 |
| 2    | Kajsa Vickhoff Lie           | Norvegia | 1:09,59 |
| 3    | Alexandra Gleditsch Melgaard | Norvegia | 1:10,40 |
| 4    | Pernille Dyrstad Lydersen    | Norvegia | 1:10,42 |
| 5    | Eva Unhjem Johansen          | Norvegia | 1:10,43 |
| 6    | Marte Monsen                 | Norvegia | 1:10,56 |
| 7    | Felin Borge-Andersen         | Norvegia | 1:10,98 |
| 8    | Maja Mogstad                 | Norvegia | 1:11,35 |
| 9    | Sienna Grande Bruseth        | Norvegia | 1:11,44 |
| 10   | Emilie Smedsrud Grobstok     | Norvegia | 1:11,47 |

Data: 2 aprile

#### Supergigante
| Pos. | Atleta                  | Nazione   | Tempo   |
| ---- | ----------------------- | --------- | ------- |
| 1    | Kajsa Vickhoff Lie      | Norvegia  | 1:16,26 |
| 2    | Kristin Lysdahl         | Norvegia  | 1:16,99 |
| 2    | Thea Louise Stjernesund | Norvegia  | 1:16,99 |
| 4    | Inni Holm Wembstad      | Norvegia  | 1:17,15 |
| 5    | Marte Monsen            | Norvegia  | 1:17,74 |
| 6    | Felin Borge-Andersen    | Norvegia  | 1:17,83 |
| 7    | Erika Pykäläinen        | Finlandia | 1:17,91 |
| 8    | Anine Thoresen          | Norvegia  | 1:17,96 |
| 9    | Helene Unhjem Oveland   | Norvegia  | 1:18,07 |
| 10   | Eva Unhjem Johansen     | Norvegia  | 1:18,31 |

Data: 4 aprile

#### Slalom gigante
| Pos. | Atleta                    | Nazione  | Tempo   |
| ---- | ------------------------- | -------- | ------- |
| 1    | Mina Fürst Holtmann       | Norvegia | 2:10,88 |
| 2    | Kristin Lysdahl           | Norvegia | 2:13,81 |
| 3    | Madeleine Sylvester-Davik | Norvegia | 2:13,85 |
| 4    | Thea Emilie Benth Jellum  | Norvegia | 2:14,38 |
| 5    | Anine Thoresen            | Norvegia | 2:14,61 |
| 6    | Adriane Steinsvik         | Norvegia | 2:14,63 |
| 7    | Helene Unhjem Oveland     | Norvegia | 2:14,96 |
| 8    | Mathilde Greibrokk        | Norvegia | 2:15,05 |
| 9    | Andrine Mårstøl           | Norvegia | 2:15,12 |
| 10   | Mariel Kufaas             | Norvegia | 2:15,58 |

Data: 5 aprile

#### Slalom speciale
| Pos. | Atleta                       | Nazione  | Tempo   |
| ---- | ---------------------------- | -------- | ------- |
| 1    | Mina Fürst Holtmann          | Norvegia | 1:53,01 |
| 2    | Kristin Lysdahl              | Norvegia | 1:54,91 |
| 3    | Johanne Eilertsen            | Norvegia | 1:55,28 |
| 4    | Mariel Kufaas                | Norvegia | 1:55,49 |
| 5    | Ine Haugland                 | Norvegia | 1:55,50 |
| 6    | Josephine Rønnestad Brodwall | Norvegia | 1:55,65 |
| 7    | Nora Hall                    | Norvegia | 1:56,31 |
| 8    | Felin Borge-Andersen         | Norvegia | 1:56,83 |
| 9    | Victoria Nordmo Mikalsen     | Norvegia | 1:57,25 |
| 10   | Maren Stavseng Botten        | Norvegia | 1:57,61 |

Data: 6 aprile